# Щатхаген
Щатхаген (на немски: Stadthagen) е град в Долна Саксония, Германия, с 21 814 жители (2015). Намира се на ок. 40 km западно от Хановер.
През 1344 г. получава права на град.